# Адамия, Гено Акакиевич
Гено Акакиевич Адамия (груз. გენო აკაკის ძე ადამია) (8 марта 1936 — 28 сентября 1993) — грузинский военачальник, генерал-майор, участник Грузино-абхазской войны 1992—1993 годов. Национальный Герой Грузии (2020).

## Биография
Учился в филиале Московского полиграфического института. С 1957 по 1991 год работал на промышленных предприятиях и на строительстве в Кутаисе, Гагре, Краснодаре, Сухуме.
С началом абхазской войны Гено Адамия сформировал из местных жителей грузинской национальности и возглавил добровольческий отряд, который позднее стал 23-й механизированой бригадой в составе 2-го армейского корпуса Вооружённых сил Грузии. Получил звание генерал-майора. Один из руководителей обороны города Сухуми от абхазских сил. Член прогрузинского Совета обороны Абхазии. Он пользовался большой популярностью среди бойцов.
Погиб 28 сентября 1993 года, в последние дни войны в Абхазии в бою неподалёку от Сухуми, в районе моста Келасури, при попытке организовать контратаку на взятый абхазской армией Сухуми.
Тело Гено Адамия было выкуплено у абхазской стороны в ноябре, и он был похоронен на Сабурталинском кладбище в Тбилиси.